# Jakob Hermann
Jakob Hermann   (Basilea, 16 de juliol de 1678 (Julià) - Basilea, 11 de juliol de 1733) va ser un matemàtic suís del segle xviii.

## Vida
Jakob Hermann era fill del director d'una escola de Basilea. Va estudiar teologia a la universitat d'aquesta ciutat, però dedicant molt de tems a les matemàtiques sota la direcció de Jakob Bernoulli i graduant-se el 1696. Sota la guia de Bernoulli es converteix en un hàbil matemàtic en càlcul infinitesimal.
El 1700 va publicar un llibre contra Bernhard Nieuwentijt refutant les seves crítiques contra els mètodes infinitesimals. Aquest petit llibre i la intervenció de Leibniz li van valer per a ser nomenat membre de l'Acadèmia de Ciències de Berlin el 1701.
El 1707 obté la càtedra de matemàtiques de la universitat de Pàdua des de la que difondrà ell mètodes de Leibniz per tot Itàlia, mantenint correspondència amb els matemàtics italians més importants com Guido Grandi Jacopo Riccati o Giuseppe Verzaglia.
El 1713 passa a ser catedràtic a la universitat de Frankfurt de l'Oder, càrrec que mantindrà fins que el 1724 és cridat per Pere I de Rússia per a convertir-se en responsable de la secció de matemàtiques de l'Acadèmia de Ciències de Sant Petersburg. En morir el tsar (1725), serà el preceptor del seu fill, el futur Pere II, per encàrrec de la tsarina Caterina I de Rússia. El 1731 torna a la seva natal Basilea on morirà pocs anys després.

## Obra
A part de la seva copiosa correspondència (no editada en la seva totalitat), les obres principals de Hermann són:
- El ja anomenat Responsio ad Clar. Viri Bernhard Nieuwentijt considerationes secundas circa calculi differentialis principia editatas (Basilea, 1700)
- Phoronomia, sive de viribus et motibus corporum solidorum et fluidorum libri duo (Amsterdam, 1716) en el que segueix les seves classes a Pàdua.[6] És un tractat de dinàmica en el que presenta les propietats del moviments dels sòlids i dels fluids en termes geomètrics, però donant a continuació la seva interpretació analítica,[7] deduint-ne l'equació diferencial que representa el problema físic.[8] Aquesta transició del càlcul geomètric al purament analític, es mostra també en la seva demostració de la llei de les àrees de Kepler que Newton havia demostrat al començament dels seus Principia i que Hermann demostra per mitjà del càlcul diferencial.[9]
- Abrégé des mathématiques vols. I i III (Sant Petersburg, 1728–1730)